# Callisia cordifolia
Callisia cordifolia là một loài thực vật có hoa trong họ Commelinaceae. Loài này được (Sw.) Andiers. & Woodson mô tả khoa học đầu tiên năm 1935.